# ألكساندرا وجسيك
ألكساندرا وجسيك (بالبولندية: Aleksandra Wójcik)‏ هي لاعبة جمباز إيقاعي بولندية، ولدت في 5 مارس 1985 في Lębork ‏ في بولندا.

## وصلات خارجية
- ألكساندرا وجسيك على موقع الاتحاد الدولي للجمباز (biography) (الإنجليزية)
- ألكساندرا وجسيك على موقع أوليمبيديا (الإنجليزية)